# Juan Pablo Caffa
Pour les articles homonymes, voir Caffa.
Juan Pablo Caffa est un footballeur né le 30 septembre 1984 à Murphy, Santa Fe en Argentine. Il évolue au poste de milieu offensif.

## Biographie
Formé dans les équipes de jeunes de Boca Juniors, il a remporté le championnat d'ouverture en 2003.
Après être passé par le Club Ferro Carril Oeste et Arsenal Fútbol Club, en Argentine, il est transféré au Betis Séville pour 2 millions d'euros en janvier 2007. Lors de ses 6 premiers mois, il ne joue que 7 matchs de Liga.
Son début de saison avec Arsenal Fútbol Club l'avait révélé au monde du football. C'est pour cela qu'il s'est vu proposé une carrière en Europe.
En aout 2008, il est prêté pour une saison au club de Saragosse déçu de ne pas avoir pu gagner une place de titulaire à Séville. Il gagne sa place sur le flanc gauche du milieu de terrain. Aux côtés des Ewerthon, Alberto Zapater ou Javier Arizmendi, il réussit à faire monter le club en Liga en finissant vice champion de Segunda División.
A l'été 2009, il revient au Betis Séville, descendu la saison précédente en Segunda División. Tout au long de la saison, il fait partie des équipes alignées par Antonio Tapia (licencié en janvier 2010) puis Víctor Fernández. Il fait une bonne saison mais le club termine à la 4e place.
En décembre 2010, il résilie son contrat avec son club du Bétis et signe un contrat de 3 saisons avec son ancien club d'Arsenal de Sarandi. Il revient avec l'ambition d'être champion d'Argentine.
En janvier 2012, il rejoint le club grec d'Asteras Tripolis. Il joue 16 matchs, marque 2 buts et aide le club à terminer à la 3e place de Superleague. Il va jouer pour la première fois en Ligue Europa la saison suivante.
Le 1er août 2013, il fait ses débuts en Ligue Europa contre le Rapid Vienne en entrant à la 46e minute en remplaçant Giánnis Zaradoúkas (1-1). Lors du match retour la semaine suivante, il est titulaire mais ne peut empêcher la défaite 1-3 et l'élimination de la compétition européenne.

## Palmarès
- Primera División :
  - Champion (Clausura) en 2012 avec l'Arsenal de Sarandi.
- Segunda División (D2) :
  - Vice champion en 2009